# Hannes Lintl
Hannes Lintl (* 2. Juli 1924 in Wien; † 13. Juni 2003 ebenda) war ein österreichischer Architekt.

## Leben und Wirken

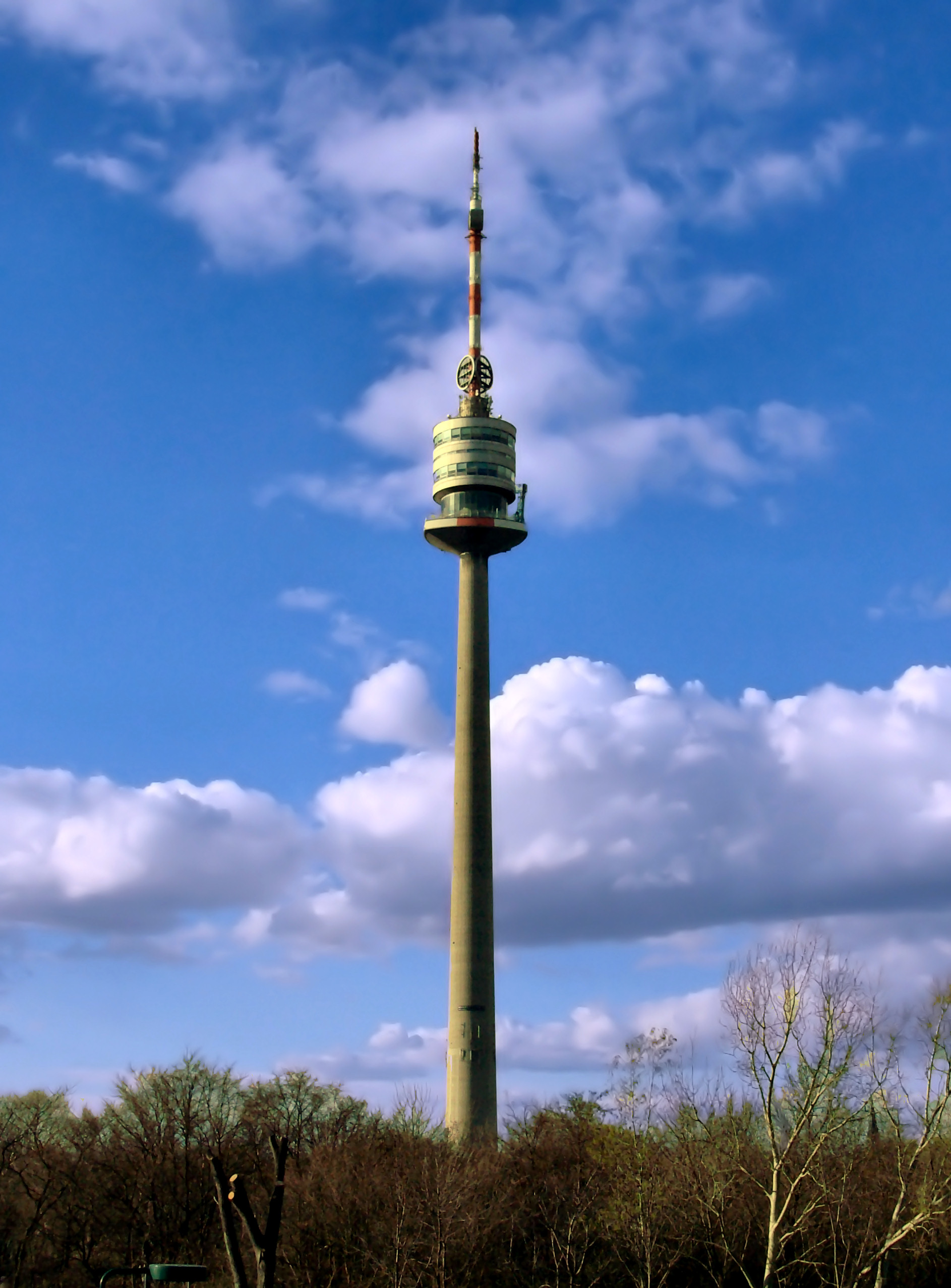
Der von Hannes Lintl entworfene Donauturm

Lintl war gelernter Tischler und Absolvent der Meisterklasse für Architektur Clemens Holzmeisters an der Akademie der bildenden Künste Wien. 1957 erhielt er die Ziviltechnikerbefugnis und gründete ein Architekturbüro. In der Folge war er in verschiedenen Arbeitsgemeinschaften an der Planung und Errichtung mehrerer Büro- und Verwaltungsgebäude, Krankenhäuser, Industrieanlagen, Einkaufszentren, Kirchen, Wohnhäusern und Hotels beteiligt.
Von 1961 bis 1964 entstand als sein bekanntestes Werk der Donauturm, ein Aussichtsturm auf dem Gelände der Wiener Internationalen Gartenschau (WIG 64) nach Plänen Lintls und des Statikers Robert Krapfenbauer. Er war auch federführender Architekt der ARGE Architektur beim Bau des Allgemeinen Krankenhauses der Stadt Wien im Zeitraum von 1968 bis 1974.
In Jordanien, ab 1967 war Lintl Generalkonsul des Landes in Österreich, errichtet er unter anderem das TV Production Center in Amman und war an der Renovierung des Raghadan-Palastes des früheren Königs Abdallah ibn Husain I. beteiligt. In Riad (Saudi-Arabien) errichtete er die Botschaft Österreichs.
1990, nach anderen Quellen 1995, übergab er die Leitung seines Architekturbüros  an seinen Sohn Christian Lintl.
Hannes Lintl wurde auf dem Baumgartner Friedhof (Gruppe B1, Nummer 161) beigesetzt.

## Realisierungen

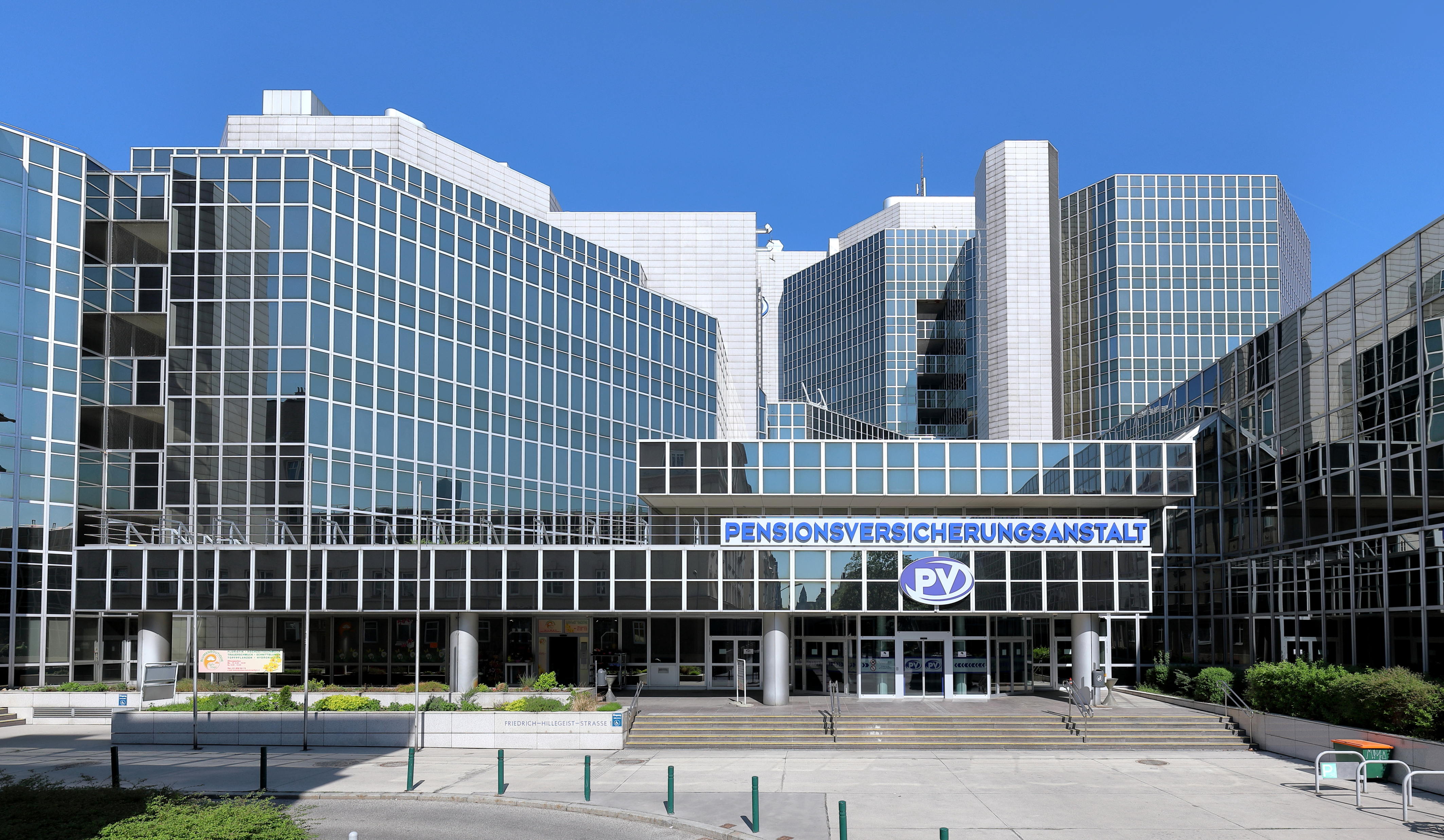
PVA-Zentrale im 2. Wiener Gemeindebezirk mit Kurt Hlaweniczka (1977–1981)

- 1961–1964 mit Statiker Robert Krapfenbauer: Donauturm
- um 1968 mit Siegfried A. Mörth: HTL Bau und Design Innsbruck
- 1968–1974 Allgemeines Krankenhaus der Stadt Wien
- 1977–1981 mit Kurt Hlaweniczka: Pensionsversicherungsanstalt der Angestellten am Handelskai im 2. Wiener Gemeindebezirk[7]

## Auszeichnungen
- Großes Silbernes Ehrenzeichen für Verdienste um die Republik Österreich
- Grand Cordon of the Order Al Istiqlal (Jordanien)
- 1966: Goldenes Ehrenzeichen für Architektur der Stadt Wien
- 1969: Berufstitel Professor
- 2001: Ehrenkreuz für Wissenschaft und Kunst I. Klasse
- 2007: Die Hannes-Lintl-Gasse im Wiener Stadtteil Breitenlee nach ihm benannt.